# Santa Isabel (Bogotá)
Santa Isabel es un barrio residencial de Bogotá. Pertenece a la localidad de Los Mártires. Alberga una población de alrededor 15.000 habitantes. Se fundó en los años 1940, en una antigua hacienda. 

## Reseña histórica
Los inicios del barrio se remontan a 1945. El sector que hoy comprende el área y sus alrededores era parte de una gran hacienda de cultivos, ganadería y lácteos, la cual llevaba el mismo nombre. No se tienen datos exactos de quien o quienes eran los dueños de esta hacienda, ni tampoco cómo comenzó la construcción del barrio, pero lo que sí es cierto es que el barrio comenzó a ser colonizado por personas que en su gran mayoría comercializaban gemas y en especial esmeraldas.
Hacia el año de 1951 el barrio se constituyó legalmente, como un barrio fundamentalmente residencial. Precisamente esta condición es la determinante para la designación y caracterización que se hace de la Unidad de Planeamiento Zonal n.º 37.
En lo que se conoce como historia reciente, se tiene que en 2002 fue epicentro de un atentado terrorista, atribuido a las milicias urbanas de las Fuerzas Armadas Revolucionarias de Colombia - Ejército del Pueblo (FARC-EP), donde se disparó un cohete hacia la Casa de Nariño en pleno acto de posesión del gobierno de Álvaro Uribe.
En julio de 2010 se encontraron en este barrio unos planos de la Casa de Nariño al parecer para repetir el ataque de 2002 y atentar en la ceremonia de posesión del gobierno de Juan Manuel Santos.

## Límites
El barrio limita hacia el norte con la Avenida Calle Tercera (Barrio Veraguas); hacia el sur con la Avenida Primera y la Octava Sur (Localidad Antonio Nariño); hacia el occidente con la Avenida NQS (Carrera 30) y hacia el oriente con los Barrios El Vergel y El Progreso. Está ubicado hacia el sur geográfico de la ciudad. 

## Actividad económica
En el barrio Santa Isabel como actividad económica se destaca el comercio, aunque en pequeña escala, los establecimientos más característicos son: papelerías, droguerías, bancos, peluquerías, restaurantes (pizzerias)  y sitios de estética. Existen dos almacenes de cadena.

## Equipamiento urbano
- En el barrio Santa Isabel se encuentran los colegios La Rabida (desaparecido), el Psicopedagógico, el Externado Cultural, Colombo-Francés, el colegio Bilingüe Integral y el María Paz.
- Posee Hospitales: clínica Santa Isabel y clínica Las Mercedes.
- Parques: Los Borrachos (Ubicadas en la carrera 29 con calle Séptima), La Paz (carrera 26 con calle 1ªA y B), Santa Isabel (calle 1C Bis con carrera 29) y Calypso (carrera 27 con calle 1ªA y B).la perla del botón en la 1 y 1a con cr. 30
- Posee centros de culto tanto católicos como protestantes.

## Acceso y vías
Entre las vías más importantes del barrio se tienen: la Norte-Quito-Sur (Las estaciones de Comuneros y Santa Isabel del sistema TransMilenio), la Avenida Calle Octava, Carrera 27, Calle Segunda, la Avenida Tercera y La Avenida Comuneros (Calle Sexta), todas con rutas existentes de buses que ofrecen un buen servicio.